# Де Пена, Пруденсио
Пруденсио де Пена Гомес (исп. Prudencio de Pena Gómez; 21 января 1913, Монтевидео — неизвестно) — уругвайский баскетболист, тренер. Участник летних Олимпийских игр 1936 года, чемпион Южной Америки 1940 года, двукратный серебряный призёр чемпионата Южной Америки 1937 и 1939 годов, бронзовый призёр чемпионата Южной Америки 1938 года.

## Биография
Пруденсио де Пена родился 21 января 1913 года в уругвайском городе Монтевидео.
В составе сборной Уругвая четырежды выигрывал медали чемпионата Южной Америки: золотую в 1940 году в Монтевидео, серебряные в 1937 году в Чили и в 1939 году в Рио-де-Жанейро, бронзовую в 1938 году в Лиме.
В 1936 году вошёл в состав сборной Уругвая по баскетболу на летних Олимпийских играх в Берлине, занявшей 6-е место. Провёл 2 матча, очков (по имеющимся данным) не набирал.
По окончании игровой карьеры стал тренером. Тренировал сборную Уругвая, с которой в 1953 году завоевал золото чемпионата Южной Америки в Монтевидео. В 1954 году возглавлял её на чемпионате мира в Рио-де-Жанейро, где уругвайцы заняли 6-е место.
Дата смерти неизвестна.